# 丽贝卡·乔伊斯
丽贝卡·乔伊斯（英語：Rebecca Joyce，1970年9月12日—），澳大利亚女子赛艇运动员。她曾代表澳大利亚参加1996年夏季奥林匹克运动会赛艇比赛，获得女子轻量级双人双桨铜牌。